# Râul Odăii Beteag, Arieș
 Valea Odăii Beteag, Valea Fizeș sau Valea Trăsnită (în maghiară Liskapatak sau Füzespatak) este un afluent de dreapta al râului Arieș. 
Harta Iosefină din 1769-1773 (sectio 125) prezintă bine traseul pârâului, de la izvor până la vărsare, în perioada de preurbanizare a zonei.
Izvorăște dintr-o zonă cu exces de umiditate pe terasa inferioară a Arieșului, în nordul satului Bogata și se varsă la sud-est de municipiul Câmpia Turzii, în hotarul acestuia către satul învecinat Luna. Are o lungime totală de cca 4-5 km.
Lângă izvor s-a aflat în perioada romană villa rustica de la Turda-Lișca, iar în Evul Mediu satul Liska (sinonim: Élecsfalva), distrus la o năvălire a tătarilor în secolul al XIII-lea.